# Гофтаг
Гофтаг (нем. Hof и Tag) — название неофициального и нерегулярного собрания (сейма), созываемого королём римлян, императором Германо-римской империи или одним из принцев империи, с избранными главными князьями внутри империи. 

## История
Ранние учёные также называли эти собрания Рейхстагом, хотя на самом деле эти собрания касались не королевства или империи в целом, а вопросов, касающихся её отдельных правителей. На самом деле рейхстаг, как правовой институт появился гораздо позже.
Из феодальной обязанности главных князей стоять на стороне короля словом и делом ко времени Высокого Средневековья вытекала обязанность лично появляться по просьбе короля на королевских собраниях, чтобы предлагать консультировать и участвовать в принятии решений. Это была так называемая обязанность явки в суд (Hoffahrtspflicht). Сами ассамблеи в разных источниках получили разные названия, такие как parlamentum, conventus, коллоквиум, curia или curia regis. Все эти термины можно было бы уточнить такими прилагательными, как solemnis («церемониальный») или magnus («великий»), чтобы прояснить их природу. Гофтаг отличался от обычных совещаний королевского двора по существу только дополнительным участием приглашенных. Это могли быть князья, представители дворянства, представители иностранных держав. С XIII века в Гофтаг приглашались и представители вольных имперских городов. Собрания были организованы по образцу заседаний королевского двора (Hofhaltung) и были сосредоточены на короле.
Король приглашал на собрание людей на своё усмотрение. Следовательно, трудно провести различие между советом князей и их законным согласием на решение. Однако именно из-за их обязанности консультировать короля вскоре у князей появилось право консультироваться по важным вопросам, касающимся империи, таким как объявление имперской военной кампании. Вопрос о том, по каким именно вопросам король должен был консультироваться и добиваться одобрения принцев, по-видимому, в значительной степени оставался на усмотрение короля, поэтому Гофтаг определенно не может рассматриваться как институционализированное совместное осуществление власти принцами.
Документы Высокого и позднего средневековья, содержащие важные политические решения или приказы, касающиеся императора, подчеркивают, что решения принимались с «совета» и «согласия» князей. Оба термина используются в таких документах как синонимы с юридической точки зрения. Те принцы, которые не были приглашены или оказались в оппозиции к королю, не чувствовали, однако, себя связанными решениями Гофтага.
После Междуцарствия XIII века роль князей-выборщиков возросла, поскольку только они имели роль князей империи и формально принимали королевские указы по имперским вопросам посредством так называемых писем согласия (Willebriefe). Но даже здесь со стороны короля не прослеживается никакой обязанности требовать таких писем в своих правилах.
В результате упадка королевства до его соответствующих аллодиальных поместий в конце XIV века и общей слабости во времена его графов-королей (Grafenkönige), «бескорольские собрания» (Königlose Tage) приобретали все большее значение. На этих собраниях главные правители империи совещались. Теперь на Гофтаг вызывали лишь изредка. Из этих бескорольских собраний в конце XV века возник юридический институт Рейхстага.